# 特斯特冰原島峰
特斯特冰原島峰（英語：Tester Nunatak）是南極洲的冰原島峰，位於麥克羅伯特森地，屬於曼寧冰原島峰的一部分，由美國海軍拍攝照片，現時由南極條約體系管理。
70°58′S 71°29′E / 70.967°S 71.483°E